# Zebra-de-grant

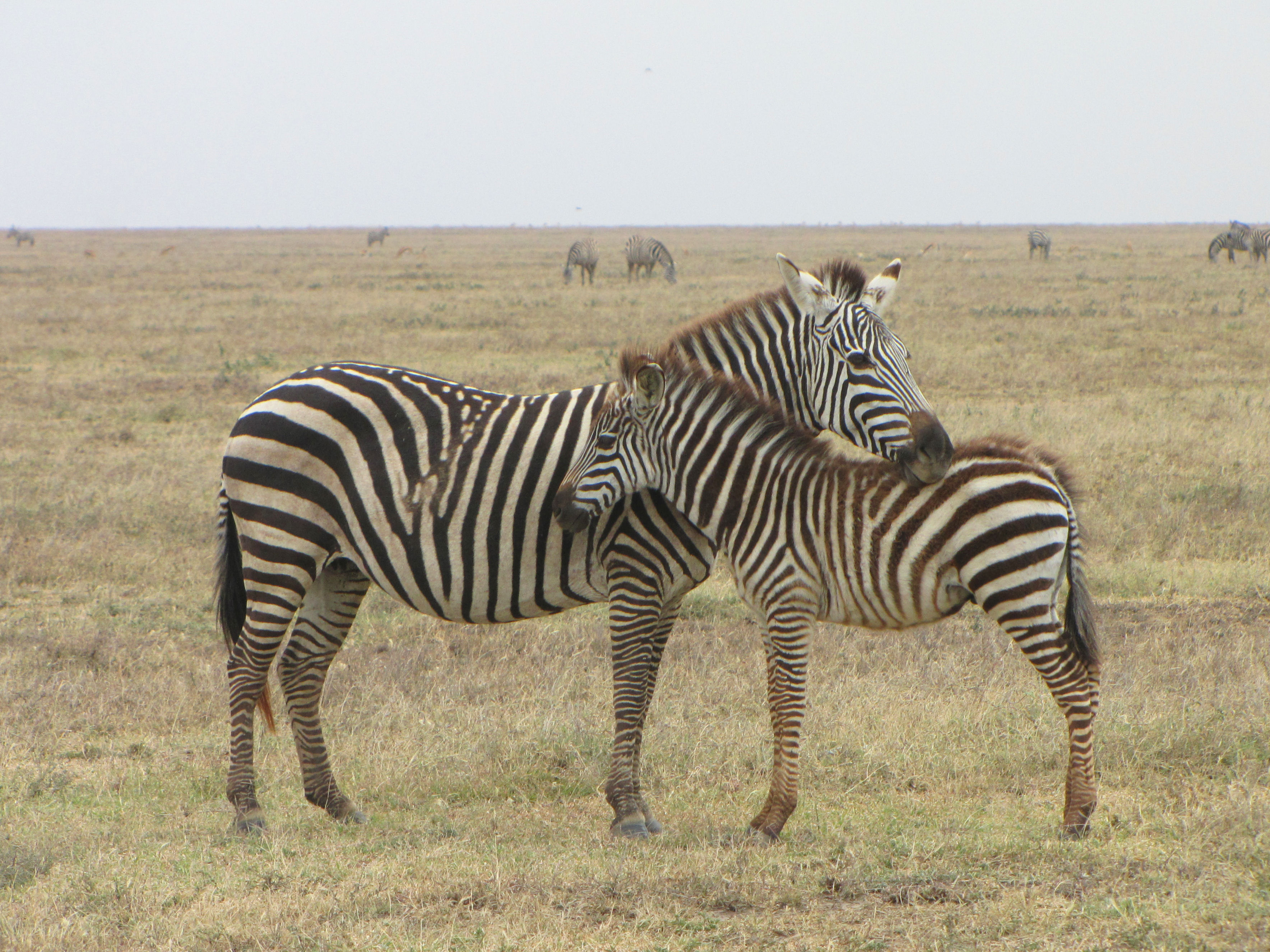
Duas zebras no Serengeti.

A zebra-de-grant (nome científico: Equus quagga boehmi) é a menor das seis subespécies de zebra-das-planícies. Esta subespécie representa a forma de zebra encontrada no ecossistema do Serengeti.